# Grinzane Cavour
Pour les articles homonymes, voir Cavour.
Grinzane Cavour est une commune italienne de la province de Coni dans la région Piémont en Italie.

## Géographie
Grinzane Cavour est situé dans la Langhe.

### Hameaux
Barzone, Giacco e Grinzane

### Communes limitrophes
Alba (Italie), Diano d'Alba

## Administration
| Période                                  | Période | Identité | Étiquette | Qualité |
| ---------------------------------------- | ------- | -------- | --------- | ------- |
| Les données manquantes sont à compléter. |         |          |           |         |
|                                          |         |          |           |         |